# Lijst van schilderijen in het Rijksmuseum Amsterdam/Anonieme Indonesische schilders
Lijst van schilderijen in het Rijksmuseum Amsterdam met werken van anonieme schilders afkomstig uit Indonesië.
| Inventarisnummer | Toeschrijving        | Titel                                           | Datering      | Afbeelding |
| ---------------- | -------------------- | ----------------------------------------------- | ------------- | ---------- |
| SK-A-4988        | Anoniem (Indonesië?) | Hollandse koopman met slaven in heuvellandschap | 1700-1725     |            |
| NG-2010-37       | Anoniem (Java?)      | Vijf Javaanse hoffunctionarissen                | Ca. 1820-1870 |            |
| NG-2010-38       | Anoniem (Java?)      | Vijf Javaanse hoffunctionarissen                | Ca. 1820-1870 |            |
| NG-2010-39       | Anoniem (Java?)      | Vijf Javaanse hoffunctionarissen                | Ca. 1820-1870 |            |
| NG-2010-40       | Anoniem (Java?)      | Vijf Javaanse hoffunctionarissen                | Ca. 1820-1870 |            |
| NG-2010-41       | Anoniem (Java?)      | Vijf Javaanse hoffunctionarissen                | Ca. 1820-1870 |            |